# Д’Элиа, Фабио
Фа́био Д’Э́лиа (нем. и итал. Fabio D'Elia; 19 января 1983, Грабс, Швейцария) — лихтенштейнский футболист, защитник. Выступал в национальной сборной Лихтенштейна.
Воспитанник клуба «Шан». Профессиональную карьеру начал в «Кюр 97». В дальнейшем выступал за лихтенштейнские команды, играющие в системе лиг Швейцарии, включая «Вадуц», «Эшен-Маурен» и «Шан». Завершил карьеру в 2018 году в «Руггелле».
С 2001 по 2010 год защищал цвета национальной сборной, где сыграл 50 матчей и забил 2 мяча. Дебютировал против сборной Австрии в отборочном матче к чемпионату мира 2002 года в Японии и Южной Корее. Последняя игра пришлась на матч против Шотландии.

## Голы за сборную
Голы Фабио за сборную:
| # | Дата            | Стадион               | Соперник           | Счёт1 | Статус матча       |
| - | --------------- | --------------------- | ------------------ | ----- | ------------------ |
| 1 | 18 августа 2004 | «Райнпарк», Вадуц (д) | Эстония            | 1:2   | ОЧМ-2006, группа 3 |
| 2 | 12 ноября 2005  | «Райнпарк», Вадуц (д) | Северная Македония | 1:2   | ТМ                 |

1. Первым указано число голов, забитых сборной Лихтенштейна

- д = дома
- г = в гостях
- ТМ = товарищеский матч
- ОЧЕ = отборочный турнир к Чемпионату Европы
- ОЧМ = отборочный турнир к Чемпионату мира